# Rakovo (okres Užhorod)
Rakovo, ukrajinsky Раково, maďarsky Rákó, je část obce Turja Pasika, v Turie-Remetské územní komunitě (hromadě), v okrese Užhorod, v Zakarpatské oblasti na Ukrajině. V roce 2001 zde žilo 759 obyvatel.

## Historie
První písemná zmínka o této vesnici pochází z roku 1567. Do uzavření Trianonské smlouvy byla ves součástí Uherska, poté byla, pod názvem Turja Rakov, později pod názvem Rakov, součástí Československa. V roce 1921 zde stálo 193 domů a žilo zde 1002 obyvatel, z toho 1 Čechoslovák, 946 Rusínů a 55 Židů. Od roku 1945 byla ves součástí Ukrajinské sovětské socialistické republiky, která byla součástí SSSR. Od roku 1991 je součástí nezávislé Ukrajiny.